# Беги от меня
«Беги от меня» — третий студийный альбом группы «Гости из будущего», вышедший в 1999 году. После выпуска двух экспериментальных альбомов «Через сотни лет» (1997) и «Время песок…» (1998), записанных в стилях джангл и эмбиент, группа полностью сменила музыкальное направление и стала ориентирована на танцевальное звучание. С выходом альбома «Беги от меня» группа обрела популярность, а одноимённая песня стала лидером музыкальных чартов 1999 года. Песня «Беги от меня» в 2021 году была отмечена в книге «Не надо стесняться», посвящённой истории постсоветской музыки.

## Об альбоме
Альбом был выпущен в 1999 году на лейбле «Танцевальный рай». В запись включены две альтернативные версии песни «Время песок» в танцевальном звучании с одноименного альбома, вышедшего годом ранее. Запись была переиздана в 2001 году звукозаписывающей компанией «Никитин», в которую был добавлен ремикс на песню «Прощай». 20 октября 2016 года альбом был переиздан лейблом «ZBS Records» на виниловом носителе и выпущен ограниченным тиражом.

## Отзывы критиков
| Оценки критиков | Оценки критиков |
| Источник        | Оценка          |
| --------------- | --------------- |
| Живой звук      | [ 6 ]           |
| Проликсир       | [ 7 ]           |

Вадим Помомарев из деловой газеты «Взгляд» в своём обзоре творчества «Гостей из будущего» положительно отмечал появление «Беги от меня»: «на фоне общего вялого копошения российской поп-сцены 1999 года в вульгарном шансоне и бездумном хаусе новая группа кажется прорывом. Потому что она и есть прорыв. Юрий Усачёв безупречно складывает самые модные тембры в упаковку мелодичного дрим-хауса, а Ева Польна обладает настолько органичной искренностью и интимностью подачи, что словосочетание „честная поп-музыка“ вновь обретает актуальность».
Капитолина Деловая в «Московском комсомольце» положительно отзывалась о записи, выделяя тонкую двусмысленность лирики Евы Польна и обращение к однополой любви: «Ева очень искренна в своих стихах, но и очень умна, очень тонка: там нет больше конкретных обращений — к девушке или парню. Там все обтекаемо, прозрачно, едва уловимо, воздушно! То бишь: кто знает, тот поймет!». Она также поделилась впечатлениями от первого большого выступления группы на «МегаХаус-Party» в Москве в Лужниках: «„МегаХаус“, по крайней мере, однозначно считает „Беги от меня“ самой эмоционально насыщенной песней 98-го, а дуэт „Гости из будущего“ — безусловно лучшим дебютом года».
Александр Кутинов из газеты «Живой звук» дал негативную оценку альбому, заявив, что несмотря «на жутчайший пафос и обилие туманных намёков на свою исключительность», нам предлагается «убогая, вторичная и бесконечно неинтересная музыка», которую способен сделать любой сноровистый диджей по требованию заказчика. Комментируя пение, он вспомнил принятые у нас посиделки по случаю предстоящего замужества или сданных экзаменов. Выделил из всех он только трек «Прощай», похожий «на нечто вальсообразное из Анны Герман, но без трагического обаяния несравненной польки».

## Влияние
Песня «Беги от меня» отмечена в книге «Не надо стесняться» Института музыкальных инициатив (ИМИ), посвященной истории постсоветской музыки. Издание было опубликовано в 2021 году. В 2009 году группа Винтаж выпустила песню «Ева». Вдохновлённая песней «Hung Up» Мадонны, «Ева» основана на семпле из композиции «Беги от меня» группы «Гости из будущего» и содержит в тексте аллюзии на упомянутую песню. Композиция посвящена Еве Польна.

## Список композиций
Все тексты написаны Евой Польной, вся музыка написана Юрием Усачёвым.
| №                   | Название                               | Длительность |
| ------------------- | -------------------------------------- | ------------ |
| 1.                  | «Беги от меня»                         | 5:07         |
| 2.                  | «Нелюбовь»                             | 4:16         |
| 3.                  | «Время-песок»                          | 4:04         |
| 4.                  | «Мечта»                                | 4:03         |
| 5.                  | «Я с тобой»                            | 4:46         |
| 6.                  | «Хэй, ди-джей»                         | 5:07         |
| 7.                  | «Время-песок (remix)»                  | 5:31         |
| 8.                  | «Прощай»                               | 3:56         |
| 9.                  | «Один шаг»                             | 4:25         |
| 10.                 | «Беги от меня (remix)»                 | 5:36         |
| 11.                 | «Прощай (remix ’2001) (в переиздании)» | 3:59         |
| Общая длительность: | Общая длительность:                    | 46:05        |

## Участники записи
- Ева Польна — вокал
- Юрий Усачёв — вокал, мастеринг, аранжировка
- А. Пушкарёв — труба (7, 9)
- Е. Арсентьев — синтезатор (9)
- Евгений Орлов — продюсер